# 梅列什基 (莫斯季斯卡區)
49°52′55″N 23°4′44″E / 49.88194°N 23.07889°E
梅列什基（烏克蘭語：Мелешки），是烏克蘭西部的村莊，隸屬利維夫州的亞沃里夫區。該村始建於1940年，面積0.35平方公里，海拔高度192米，2001年人口322，人口密度每平方公里920人。